# Taft (Luizjana)
Taft – jednostka osadnicza w Stanach Zjednoczonych, w stanie Luizjana, w parafii St. Charles.